# Vitoria da Conquista
Vitoria da Conquista je grad u Brazil. Nalazi se u saveznoj državi Bahia. Prema procjeni iz 2007. u gradu je živjelo 308.204 stanovnika.

## Stanovništvo
Prema procjeni iz 2007. u gradu je živjelo 308.204 stanovnika.
| 1991.   | 2000.   |
| ------- | ------- |
| 225.091 | 262.494 |

## Vanjske poveznice
- Câmara Municipal
- citybrazil.com  Arhivirana inačica izvorne stranice od 5. kolovoza 2011. (Wayback Machine)
- UFBA – Universidade Federal von Bahia